# Chariesterus gracilicornis
Chariesterus gracilicornis är en insektsart som beskrevs av Carl Stål 1870. Chariesterus gracilicornis ingår i släktet Chariesterus och familjen bredkantskinnbaggar. Inga underarter finns listade i Catalogue of Life.